# Cicurina arcata
Cicurina arcata är en spindelart som beskrevs av Chamberlin och Ivie 1940. Cicurina arcata ingår i släktet Cicurina och familjen kardarspindlar. Inga underarter finns listade i Catalogue of Life.